# Avametall
Avametall är en legering som består av 96 % zink, 2 % koppar och 2 % aluminium.
Legeringen används som en billigare ersättning för mässing.